# Tiago Djaló
Tiago Djaló, né le 9 avril 2000 à Amadora au Portugal, est un footballeur international portugais qui évolue au poste de défenseur central à la Juventus FC.

## Biographie

### Carrière en club
Né à Amadora au Portugal, Tiago Djaló est formé par le Sporting Portugal, qu'il rejoint en 2013. Le 30 janvier 2019, il rejoint l'Italie et le centre de formation du Milan AC. En juillet 2019 il est intégré au groupe professionnel par l'entraîneur Marco Giampaolo. Il ne joue cependant aucun match avec le club lombard, et s'engage en faveur du LOSC Lille le 1er août 2019, avec qui il signe un contrat de cinq ans.
Il joue son premier match en Ligue 1 le 11 août 2019, lors de la première journée de championnat, en se voyant titularisé lors de la réception du FC Nantes (victoire 2-1). Le 23 octobre 2019, il joue son premier match de Ligue des champions, en étant titularisé face au Valence CF (1-1).
Il marque son premier but avec le LOSC le 6 novembre 2021, lors du match de championnat contre le SCO Angers (nul 1-1).
Le 26 août 2022, Djaló marque son premier but de la saison 2022-2023, face à l'AC Ajaccio. Titulaire, il participe à la victoire de son équipe par trois buts à un.
Sorti sur blessure le 4 mars 2023 lors du derby du Nord RC Lens-LOSC, il est atteint d'une rupture du ligament croisé antérieur du genou droit, ce qui met fin à sa saison.
En janvier 2024, alors qu'il n'a pas rejoué en compétition avec le LOSC et qu'il est à quelques mois du terme de son contrat, il est transféré à la Juventus FC. Le transfert est estimé à 3,5 millions d'euros et le joueur signe un contrat de deux ans et demie.
Djaló a déménagé à Porto le 2 septembre 2024, en prêt pour toute la saison
.

### En sélection
Tiago Djaló joue avec les équipes de jeunes du Portugal à partir des moins de 17 ans. Avec les U17, il délivre une passe décisive contre la Pologne, lors des éliminatoires du championnat d'Europe des moins de 17 ans 2017 (3-3 score final). Au total, Djaló joue quatorze matchs avec l'équipe des moins de 17 ans, entre 2016 et 2017.
Djaló ne fait qu'une apparition avec les moins de 19 ans, le 10 septembre 2018 face à l'Italie (défaite 3-1 du Portugal).
Le 19 novembre 2019, Djaló joue son premier match avec l'équipe du Portugal espoirs contre la Norvège. Il entre en jeu à la place de Rafael Leão et son équipe s'impose par trois buts à deux.
En mars 2022, Tiago Djaló est convoqué pour la première fois avec l'équipe nationale du Portugal, par le sélectionneur Fernando Santos, mais il ne joue aucun match. En septembre 2022 il figure de nouveau dans la liste du sélectionneur, pour des matchs de Ligue des nations.

### Statistiques détaillées
| Saison                | Club                  | Championnat           | Championnat | Championnat | Coupe nationale | Coupe nationale | Coupe de la Ligue | Coupe de la Ligue | Supercoupe | Supercoupe | Compétition(s) continentale(s) | Compétition(s) continentale(s) | Compétition(s) continentale(s) | Portugal | Portugal | Total | Total |
| Saison                | Club                  | Division              | M.          | B.          | M.              | B.              | M.                | B.                | M.         | B.         | Comp.                          | M.                             | B.                             | M.       | B.       | M.    | B.    |
| 2019-2020             | LOSC Lille            | Ligue 1               | 8           | 0           | 2               | 0               | 1                 | 0                 | -          | -          | C1                             | 3                              | 0                              | -        | -        | 14    | 0     |
| 2020-2021             | LOSC Lille            | Ligue 1               | 17          | 0           | 3               | 0               | -                 | -                 | -          | -          | C3                             | 4                              | 0                              | -        | -        | 24    | 0     |
| 2021-2022             | LOSC Lille            | Ligue 1               | 28          | 1           | 2               | 0               | -                 | -                 | 1          | 0          | C1                             | 7                              | 0                              | -        | -        | 38    | 1     |
| 2022-2023             | LOSC Lille            | Ligue 1               | 25          | 2           | 1               | 0               | -                 | -                 | -          | -          | -                              | -                              | -                              | -        | -        | 26    | 2     |
| 2023-2024             | LOSC Lille            | Ligue 1               | -           | -           | -               | -               | -                 | -                 | -          | -          | -                              | -                              | -                              | -        | -        | 0     | 0     |
| Sous-total            | Sous-total            | Sous-total            | 78          | 3           | 8               | 0               | 1                 | 0                 | 1          | 0          | -                              | 14                             | 0                              | 0        | 0        | 102   | 3     |
| 2023-2024             | Juventus FC           | Serie A               | -           | -           | -               | -               | -                 | -                 | -          | -          | -                              | -                              | -                              | -        | -        | 0     | 0     |
| 2024-2025             | FC Porto (prêt)       | Primeira Liga         | 8           | 0           | 2               | 1               | -                 | -                 | -          | -          | C3                             | 7                              | 1                              | 1        | 0        | 18    | 2     |
| Total sur la carrière | Total sur la carrière | Total sur la carrière | 86          | 3           | 10              | 1               | 1                 | 0                 | 1          | 0          | -                              | 21                             | 1                              | 1        | 0        | 120   | 5     |

## Palmarès
Avec le LOSC Lille, Tiago Djaló est champion de France en 2021. Il remporte également le Trophée des Champions en 2021.